# 石田冷雲
石田 冷雲（いしだ れいうん、文政5年（1822年）6月 - 明治18年（1885年）6月6日）は幕末・明治の浄土真宗の僧。紀伊国有田郡栖原村極楽寺13世。漢詩を嗜んで諸家と交流し、幕末には京都で活動した。地元に開いた就正塾（後に敬業家塾）で経史、西本願寺学林で宗学を教えた。

## 生涯

### 江戸時代
文政5年（1822年）6月紀伊国有田郡栖原村に生まれた。幼少期は病弱だった。15歳で湯浅村野呂松盧に入門し、5年間師事した。天保9年（1838年）父を喪い、西本願寺宗主から度牒を受けた。松盧が京都に移った際には家業のため同行できず、松盧は間もなく京都で死去した。
西本願寺学林に在籍し、毎年90日間夏安居に参加し、芳英師に宗学を学んだ。16年で得業して藹満となった。また、若い頃から漢詩を試み、垣内渓琴の紹介で大槻磐渓・菊池三渓に通信指導を受けた。安居の余暇には京都・大坂を行き来し、渓琴の紹介で梁川星巌・梅辻春樵・仁科白谷等に接し、漢詩を研鑽した。
20歳頃から生徒が集まり、極楽寺本堂内に就正塾を開校した。小柄な体格ながら武術にも励み、20歳で野田昌助から本心鏡智流槍術、安政3年（1856年）海上胤平から北辰一刀流剣術の免許を皆伝された。塾にも稽古場を設け、剣術・槍術を鍛錬させた。家老久野家屋敷で相撲（剣術とも）を披露したことや、北畠道竜と嵐山で花見をした際、酒が入って口論となり、真剣勝負をしようとして周囲に止められたこともあった。
幕末には菊池海荘と紀淡海峡防衛について画策し、梅田雲浜・横井小楠・佐久間象山等と交わり、公卿大原重徳・庭田重胤に献策し、裏辻公愛の御殿にも招かれた。月性上人が紀州に来訪した際には紀州藩家老に取り次いだ。
堺筋御門内大原家屋敷に出入りしていた頃、備前国吉備津彦神社の兵学者山田（結城とも）一郎が開港論を唱えて度々浪士に襲撃され、邸内に避難して来た。外を浪士に見張られる中、冷雲は一郎の体を赤く塗って手に履物を、由良守応には刀2本を挿して提灯を持たせ、自分の従者に変装させた上、自身は法服を着て、出家の法要に出かけるふりをして門外に護送し、紀州に連れ帰った。しかし、慶応元年（1865年）一郎・海荘と帰京する途中、竹田街道で浪士1名に襲撃され、結局先頭にいた一郎が殺されたという。
明治元年（1868年）冬津田正臣と上京し、藩の任務を行った。

### 明治時代

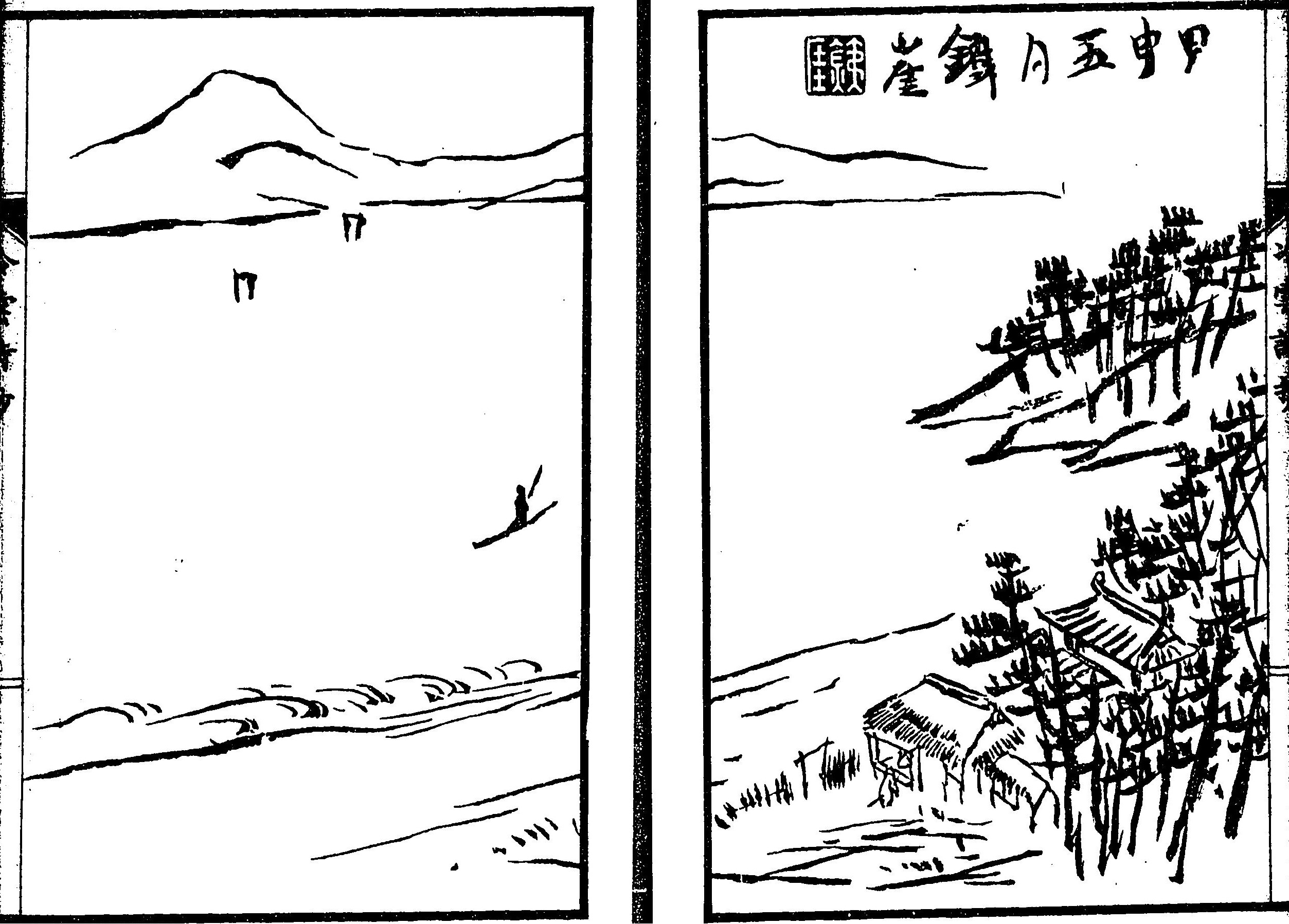
1884年（明治17年）5月富岡鉄崖画「審易窩図」 寺の書斎を陶淵明「帰去来の辞」に因み審易窩と号した。

明治維新後、寺から4,5町離れた所に塾舎を新築し、敬業家塾と称し、塾則を制定して経史を教えた。近隣の通学生のほか、日高郡・牟婁郡等遠方からも生徒が集まり、境内に寄宿させた。塾からは楠本武俊・木下友三郎・菊池晩香・関本諦承等が輩出した。
明治2年（1869年）春、西本願寺学林で宗典を講義した。明治4年（1871年）寺を法嗣に譲り、隠居して詩吟に勤しんだ。1873年（明治6年）頃政府に徴士に招聘されたが、断った。
1875年（明治8年）宗内で協和党と分離党が対立すると、東京築地本願寺に移った。5月15日亀沢町の大槻磐渓宅を訪れ、初めて対面した。5ヶ月後対立が収束すると帰還した。
1879年（明治12年）真宗西山教校教授、明治14年（1881年）大教校講師となり、浅井宗恵・是山恵覚・藤島了穏・鈴木法琛・天野若円・菅洪範・伊井智量等を教えた。この頃、薗田宗恵・藤島了穏・浜口吉右衛門・楠本武俊・木下友三郎等と施無畏寺に明恵上人遺跡地碑を建立した。また、京都に移住してきた菊池三渓や、宮原節斎・山中信天翁、宗内では水原宏遠・鬼木沃洲・赤松連城・香川保蒐・小山定栄・島地黙雷・前田慧雲等と交流した。
1885年（明治18年）6月6日岸田屋楼上で眼鏡を着けて生徒の作文を添削中、卒中により急死した。勧学中臣俊嶺により鳥辺野に葬送され、宗主により司教の学階、至誠院の諡号を贈られた。栖原村北山墓地に葬られ、施無畏寺境内に菊池晩香撰・妻木薫園書「至誠院冷雲碑」が建てられた。

## 『冷雲詩鈔』
1884年（明治17年）刊。黎庶昌題字、三島中洲・蒲生綗亭・菊池三渓序。垣内渓琴・垣内霞峰・津田香岩・倉田袖岡・新宮榴渓・浜口梧陵・奥蘭田・大槻磐渓・菊池三渓・石津灌園・北村季渓・草場船山・小山亀陰・小野湖山・山中信天翁等との交流が見える。孫妻木直良編『真宗全書』第48巻収録。
巻中「海溢」では嘉永7年（1854年）11月体験した安政南海地震による津波災害について描写する。

## 親族
- 父：石田藻洲（通津） - 古碧吟社同人。天保9年（1838年）8月24日70歳で没[7]。
  - 兄弟7人 – 皆早世した[6]。
  - 姉1人 – 他家に嫁いだ[6]。
- 妻：妻木氏 - 4男3女を生んだ[2]。
  - 長男：石田真詮 - 家を継いだ[2]。敬業家塾で代講し、冷雲の「老先生」に対して「若先生」と呼ばれた[8]。
  - 次男：妻木薫園（竺暢[20]） - 湯浅村本勝寺を継いだ[10]。
    - 孫：妻木直良[21] - 龍谷大学教授、本勝寺住職。
      - 5世孫：妻木良三 - 本勝寺住職、鉛筆画家。

  - 子：三原法城[22] - 薗村浄国寺を継いだ[23]。
  - 子：浜口興敬[22]